# 印度長小蠹
印度長小蠹（学名：Platypus indicus）为長小蠹蟲科長小蠹屬下的一个种。